# Taron Egerton
Taron David Egerton (n. 10 noiembrie 1989, Birkenhead, Anglia, Regatul Unit) este un actor britanic. Este cunoscut pentru rolul său de Gary „Eggsy” Unwin în Kingsman: Serviciul secret (2014) și Kingsman: Cercul de Aur (2017).
Egerton a jucat, de asemenea, în mai multe filme biografice, înfățișând ofițerul militar Edward Brittain în drama Testament of Youth (2014), săritorul cu schiurile titular din filmul sportiv Eddie the Eagle (2016) și cântărețul Elton John în musicalul Rocketman (2019). Ultimul dintre acestea i-a adus un Globul de Aur pentru cel mai bun actor. De atunci, a jucat în rolul lui Jimmy Keene în miniseria Black Bird (2022), pentru care a fost nominalizat la premiul Primetime Emmy, și în rolul lui Henk Rogers în filmul bio Tetris (2023).

## Filmografie

### Film
- 2014: Testament of Youth ... Edward Brittain
- 2015: Kingsman: Serviciul secret ... Gary "Eggsy" Unwin
- 2015: Legend ... Edward "Mad Teddy" Smith
- 2016: Eddie the Eagle ... Eddie "The Eagle" Edwards
- 2016: Sing ... Johnny
- 2017: Kingsman: Cercul de Aur ... Gary "Eggsy" Unwin
- 2018: Billionaire Boys Club ... Dean Karny
- 2018: Robin Hood ... Robin Hood
- 2019: Rocketman ... Elton John
- 2021: Sing 2 ... Johnny
- 2023: Tetris ... Henk Rogers

### Televiziune
- 2013: Lewis ... Liam Jay
- 2014: The Smoke ... Dennis "Asbo" Severs
- 2018: Watership Down ... El-Ahrairah
- 2019–2020: Moominvalley ... Moomintroll
- 2019: The Dark Crystal: Age of Resistance ... Rian
- 2022: Black Bird ... Jimmy Keene
- 2024: Carry-on....